# Плімут (переписна місцевість, Нью-Гемпшир)
Плімут (англ. Plymouth) — переписна місцевість (CDP) в США, в окрузі Графтон штату Нью-Гемпшир. Населення — 4730 осіб (2020).

## Географія
Плімут розташований за координатами 43°44′20″ пн. ш. 71°42′10″ зх. д. / 43.73889° пн. ш. 71.70278° зх. д. (43.738799, -71.702722).  За даними Бюро перепису населення США в 2010 році переписна місцевість мала площу 9,69 км², з яких 9,46 км² — суходіл та 0,22 км² — водойми.

## Демографія
Згідно з переписом 2010 року, у переписній місцевості мешкало 4456 осіб у 836 домогосподарствах у складі 321 родини. Густота населення становила 460 осіб/км².  Було 910 помешкань (94/км²).
Расовий склад населення:
| - 96,4 % — білих - 1,1 % — азіатів - 0,8 % — чорних або афроамериканців - 0,2 % — корінних американців |

До двох чи більше рас належало 1,0 %. Частка іспаномовних становила 1,8 % від усіх жителів.
За віковим діапазоном населення розподілялося таким чином: 6,6 % — особи молодші 18 років, 90,7 % — особи у віці 18—64 років, 2,7 % — особи у віці 65 років та старші. Медіана віку мешканця становила 20,8 року. На 100 осіб жіночої статі у переписній місцевості припадало 116,0 чоловіків;  на 100 жінок у віці від 18 років та старших — 116,6 чоловіків також старших 18 років.
Середній дохід на одне домашнє господарство  становив 59 903 долари США (медіана — 27 066), а середній дохід на одну сім'ю — 116 660 доларів (медіана — 98 068). Медіана доходів становила 60 703 долари для чоловіків та 45 903 долари для жінок. За межею бідності перебувало 37,4 % осіб, у тому числі 0,0 % дітей у віці до 18 років та 0,0 % осіб у віці 65 років та старших.
Цивільне працевлаштоване населення становило 2005 осіб. Основні галузі зайнятості: освіта, охорона здоров'я та соціальна допомога — 49,6 %, мистецтво, розваги та відпочинок — 17,2 %, роздрібна торгівля — 14,4 %.